# Cauloramphus costatus
Cauloramphus costatus is een mosdiertjessoort uit de familie van de Calloporidae. De wetenschappelijke naam van de soort is voor het eerst geldig gepubliceerd in 1941 door Silén.